# Adlhausen
Adlhausen ist ein Gemeindeteil des Marktes Langquaid und eine Gemarkung im niederbayerischen Landkreis Kelheim. Bis 1978 bestand die Gemeinde Adlhausen.

## Lage
Das Kirchdorf Adlhausen liegt in der Hallertau am westlichen Talhang der Großen Laber knapp fünf Kilometer südwestlich von Langquaid, etwa drei Kilometer nordöstlich von Rohr in Niederbayern und etwa 3,5 Kilometer westlich von Herrngiersdorf.
Die Gemarkung Adlhausen liegt vollständig auf dem Gemeindegebiet von Langquaid und hat eine Fläche von etwa 1408 Hektar. Auf der Gemarkung liegen die Langquaider Gemeindeteile Adlhausen, Günzenhofen, Hagenach, Kitzenhofen, Leitenhausen und Schickamühle.

## Geschichte
Mehrere Hügelgräber in der Umgebung belegen eine vorgeschichtliche Besiedlung. Bereits in der ersten Hälfte des 12. Jahrhunderts wird Adlhausen als Edelsitz urkundlich erwähnt. Um 1123 wird ein gewisser Kunrat von Attelhausen, um 1150 Burkart und Egno von Attelhausen genannt. Im Jahr 1478 gelangten Edelsitz und Hofmark als Lehen an Ulrich Geltinger von Niklas zu Abensberg und wechselten in den folgenden Jahrhunderten mehrfach ihren Besitzer. Von 1734 bis 1763 war die Hofmark im Besitz der Adelsfamilie Guggemos, die zeitweise auch Inhaber der Hofmark Herrngiersdorf waren.
Adlhausen war eine Hofmark, die anfangs im Besitz der Edlen von Adlhausen war. Die mit dem bayerischen Gemeindeedikt von 1818 begründete Gemeinde gehörte zunächst zum Landgerichtsbezirk Pfaffenberg, dann zum 1838 eingerichteten Landgericht Rottenburg, ab 1862 zum Bezirksamt Rottenburg an der Laaber und schließlich zum Landkreis Rottenburg an der Laaber. Die Gemeinde hatte nur den Gemeindeteil Adlhausen und im Jahr 1964 eine Fläche von 762 Hektar. Im Zuge der Gebietsreform in Bayern wurde die Gemeinde Adlhausen am 1. Mai 1978 in den Markt Langquaid eingegliedert. Kirchlich ist Adlhausen eine Filiale der Pfarrei Sandsbach.

## Sehenswürdigkeiten
- Filialkirche Mariä Himmelfahrt. Der neugotische Bau entstand 1864/65, nachdem die Vorgängerkirche durch einen Einsturz des Turmes fast völlig zerstört worden war. Aus der alten Kirche stammt zum Beispiel die sitzende Madonna mit Kind von 1480 im Mittelschrein des Hochaltars.

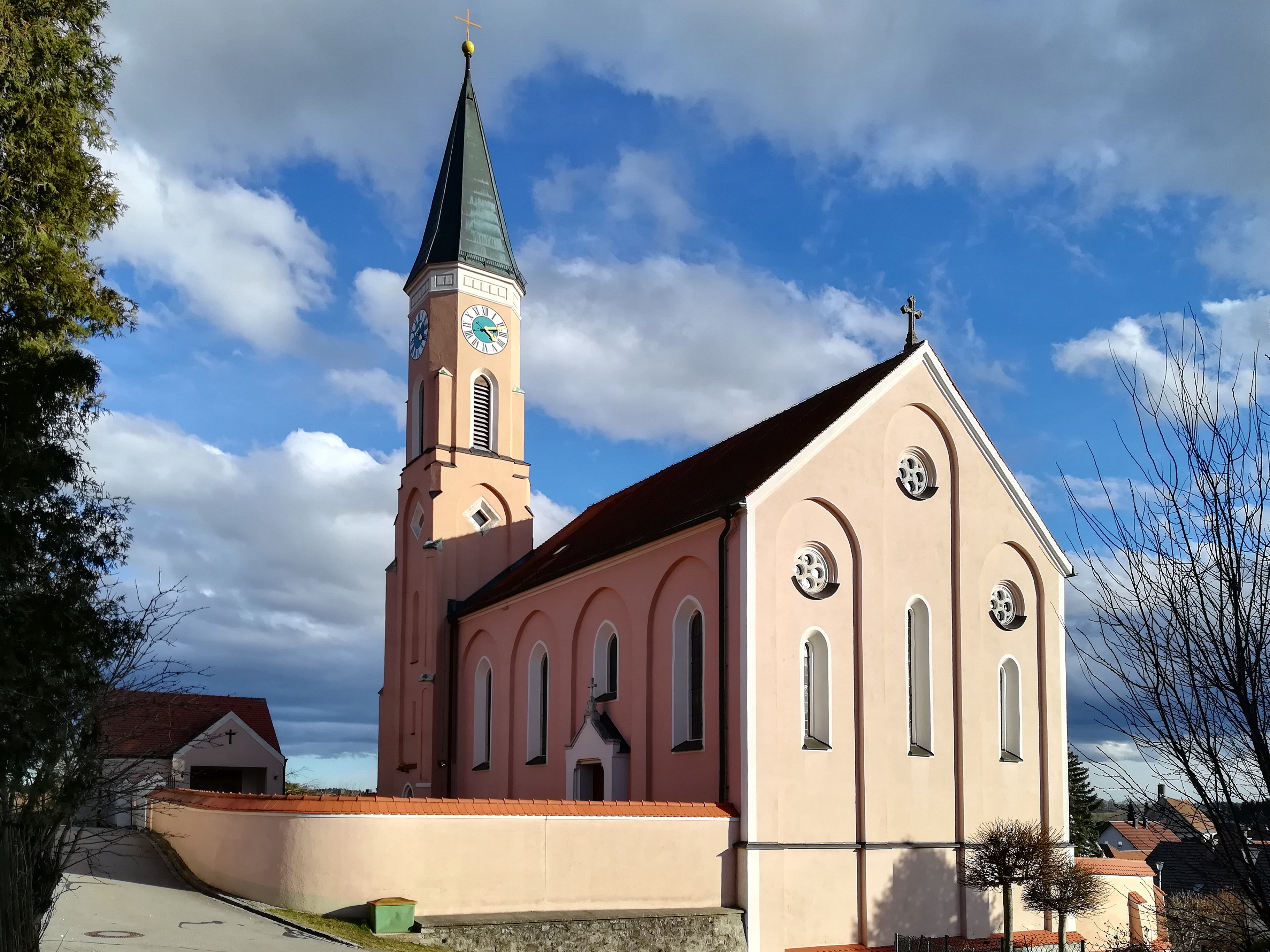
Außenansicht
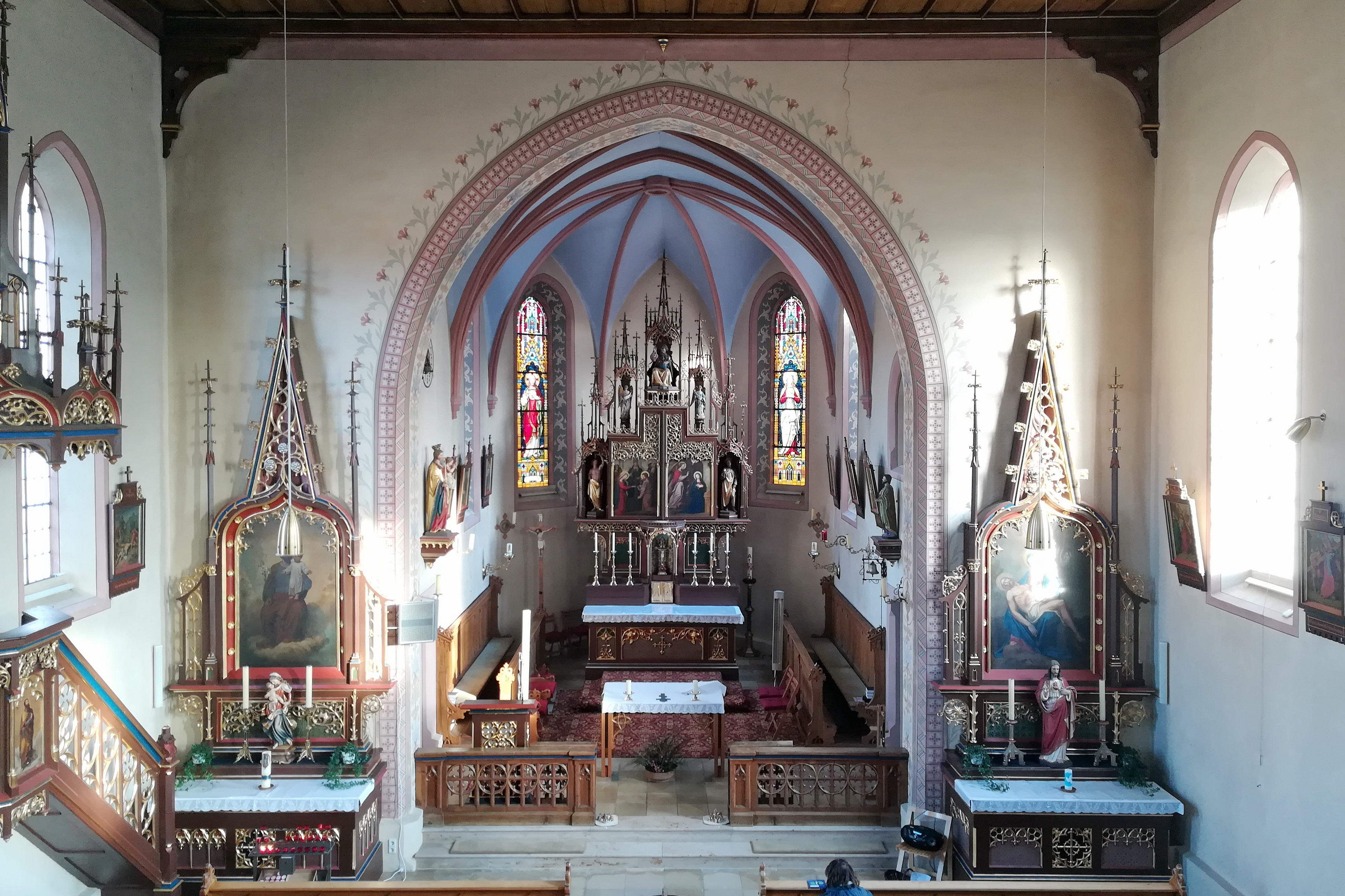
Innenansicht
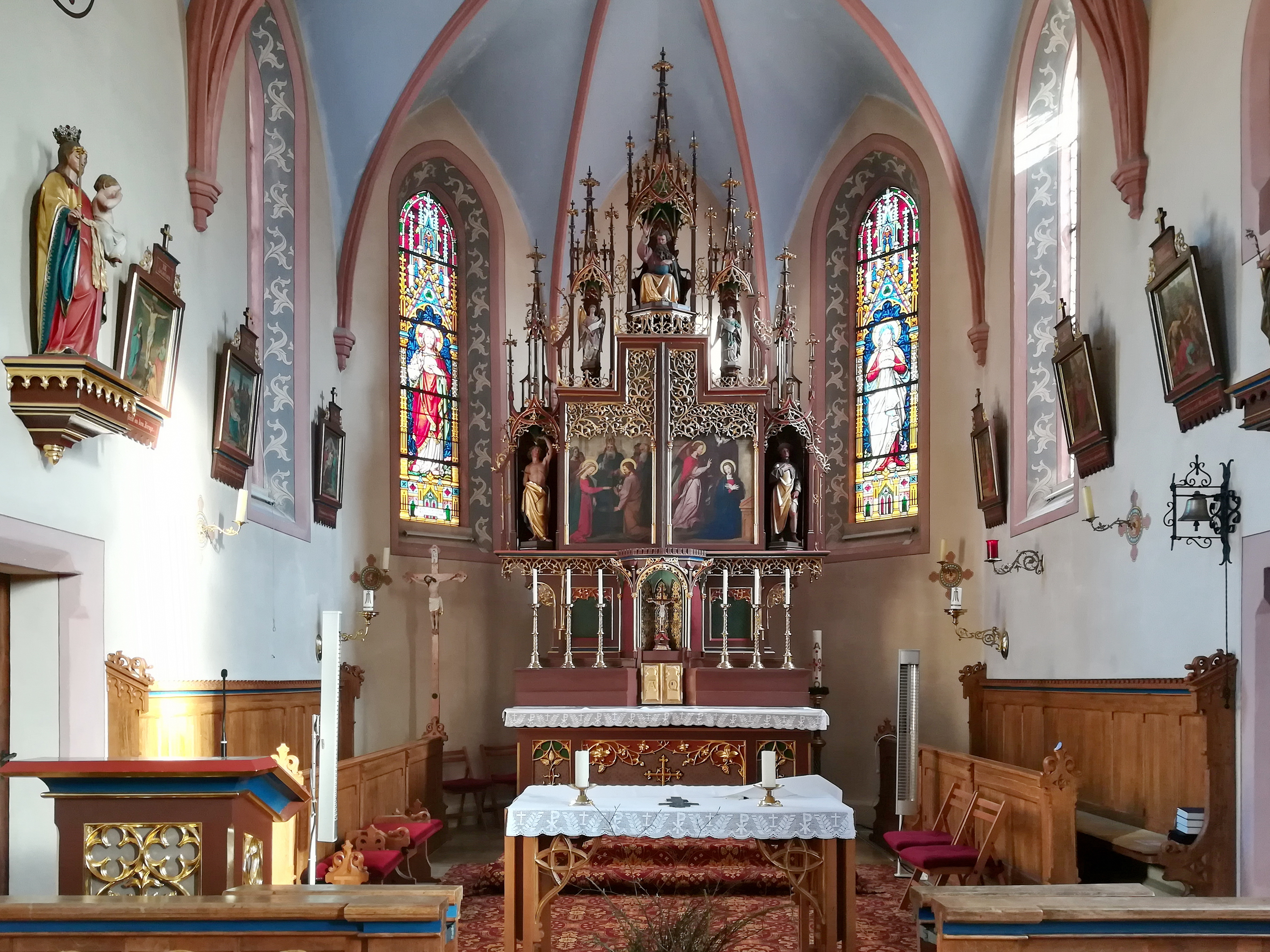
Hochaltar

- Schloss Adlhausen. Der Vorgängerbau des heutigen Schlosses wurde im 17. oder im frühen 18. Jahrhundert errichtet. Nach einem Brand 1913 wurde das Schloss mit angeschlossener Brauerei wiederaufgebaut.

## Vereine
- Diana-Schützen Adlhausen
- Freiwillige Feuerwehr Adlhausen
- Kriegerverein Adlhausen
- KLJB Adlhausen. Sie ging aus dem 1945/1946 gegründeten Burschenverein hervor.
- Sportverein Adlhausen 1972

## Söhne und Töchter der Stadt
- Alfred Böschl (1949–2020), Bildhauer.[5] Von 2003 bis 2012 war er Vorsitzender des Kunst- und Gewerbeverein Regensburg. Er schuf den am Rathaus von Berching stehenden Zunftbrunnen.[6]